# Rena (Hiszpania)
Rena – gmina w Hiszpanii, w prowincji Badajoz, w Estramadurze, o powierzchni 10,78 km². W 2011 roku gmina liczyła 669 mieszkańców.